# Vișani
Vișani è un comune della Romania di 2 676 abitanti, ubicato nel distretto di Brăila, nella regione storica della Muntenia.
Il comune è formato dall'unione di 3 villaggi: Câineni-Băi, Plăsoiu, Vișani.